# Думбревіца (Арад)
Думбревіца (рум. Dumbrăvița) — село у повіті Арад в Румунії. Входить до складу комуни Бирзава.
Село розташоване на відстані 364 км на північний захід від Бухареста, 59 км на схід від Арада, 138 км на південний захід від Клуж-Напоки, 75 км на північний схід від Тімішоари.

## Населення
За даними перепису населення 2002 року у селі проживали 349 осіб, з них 347 осіб (99,4%) румунів. Рідною мовою 348 осіб (99,7%) назвали румунську.